# Enter algebraic
En matemàtiques, els enters algebraics formen una família de nombres que generalitza el conjunt dels nombres enters. Tenen un paper anàleg a aquests últims en teoria algebraica de nombres.
En primer lloc, els nombres algebraics són els elements particulars de les extensions finites dels nombres racionals, és a dir dels subcossos dels nombres complexos també són de dimensió finita sobre els racionals en tant que espai vectorial. Un nombre algebraic s'anomena enter algebraic si és arrel d'un polinomi mònic (és a dir que el coeficient del seu monomi dominant és igual a 1) de coeficients enters. Per exemple, els nombres de la forma a + ib amb a i b enters, on i designa la unitat imaginària, formen un subconjunt del conjunt dels enters algebraics; s'anomenen enters de Gauss.
Històricament la primera aplicació per la que es van fer servir va ser en la resolució d'equacions diofàntiques, és a dir equacions (sovint) polinòmiques amb coeficients enters, i de les que es busquen solucions enteres. En són exemples el teorema dels dos quadrats de Fermat, l'últim teorema de Fermat o fins i tot l'equació de Pell-Fermat. D'altra banda, el fet d'entendre l'estructura d'un anell d'enters permet comprendre millor el cos d'origen. Les tècniques desenvolupades per descriure les propietats d'aquests anells es fan servir per demostrar teoremes fonamentals dels cossos de nombres com el de Kronecker-Weber.

## Definicions
Com és habitual, les lletres ℤ, ℚ, ℂ designen respectivament l'anell dels enters, el cos dels nombres racionals i el dels complexos.
Una primera definició només afecta a les extensions finites de ℚ:
- Sigui K una extensió finita de ℚ, un element de K el polinomi mínim del qual és de coeficients a ℤ s'anomena enter algebraic.[1]

- Sigui K una extensió finita de ℚ, el conjunt dels enters algebraics de K s'anomena clausura integral de K i sovint es nota OK o amb lletra cal·ligràfica {\displaystyle {\mathcal {O}}_{K}}.[2]

Amb aquesta definició no sempre n'hi ha prou, és útil introduir una noció d'enter en una extensió relativa L/K. En la definició precedent de fet s'han definit els nombres enters sobre ℚ, i ara es tracta de considerar nombres enters sobre un cos K.
- Siguin A, B dos anells commutatius unitaris i íntegres i φ un morfisme de A a B. Un element b de B s'anomena enter sobre A si admet un polinomi mínim i si aquest polinomi mínim té coeficients en φ(A).[3]

Aquesta definició generalitza la precedent, B reemplaça K i el morfisme φ reemplaça l'aplicació identitat. Existeix un cas particular que dona lloc a una definició. Si A és un anell commutatiu unitari íntegre, llavors admet un cos de fraccions notat aquí K.
Siguin A un anell commutatiu unitari íntegre, i K el seu cos de fraccions, el conjunt dels enters de K sobre A s'anomena la clausura integral de A. Si la clausura integral de A és igual al mateix A, s'anomena integralment tancat.

## Exemples

### Enters
L'anell ℤ dels nombres enters és un anell d'enters en el sentit de les definicions precedents. De vegades, els elements de ℤ s'anomenen enters racionals per distingir-los de la resta d'enters algebraics.
- L'anell ℤ és la clausura integral de ℚ.

Així la definició de la integralitat s'aplica també a ℤ. Sobre tot cos de nombres els elements de ℤ són enters, aquesta definició generalitza bé la definició d'un enter.
Fixeu-vos que tot element de ℤ és enter sobre ℚ.
Recíprocament, siguin a i b dos enters tals que b sigui estrictament positiu, a i b siguin primers entre ells i a/b sigui enter sobre ℤ. Sigui P(X) el polinomi mínim de a/b amb:
{\displaystyle P(X)=X^{n}+p_{n-1}X^{n-1}+\cdots +p_{0}\;}
Es verifica la igualtat següent:
{\displaystyle a^{n}=-p_{n-1}a^{n-1}b+\cdots +p_{0}b^{n}\;}
Sigui π un nombre primer divisor de b, llavors divideix el terme de la dreta de la igualtat de damunt. Se'n dedueix que divideix an i, per tant, a. D'on a, b són primers entre ells, per tant l'únic divisor de b és 1 i b és igual a 1. La fracció a/b és un element de ℤ i tot enter algebraic de ℚ és element de ℤ.

### Enter de Gauss
Els enters de Gauss són els nombres de la forma a + ib amb a, b enters. Són elements del cos dels racionals de Gauss, constituït pels complexos de la forma α + iβ on α, β són nombres racionals.
- Els enters de Gauss formen la clausura integral del cos dels racionals de Gauss.

Els enters de Gauss formen clarament un anell commutatiu unitari íntegre, disposen d'una propietat suplementària: Els enters de Gauss formen un anell euclidià. Es fan servir per a la resolució de certes equacions diofàntiques com la del teorema dels dos quadrats de Fermat. Les demostracions es troben a l'article enters de Gauss.

### Enter quadràtic
Els enters de Gauss representen un cas particular d'una família més general d'anells. Corresponen a les clausures integrals del cos més petit que conté les arrels d'un polinomi irreductible de segon grau amb coeficients a ℚ. Tals cossos s'anomenen cossos quadràtics.
- Sigui K un cos quadràtic, existeix un enter d sense factor quadrat tal que K és igual a ℚ[√d].

Aquí, d pot ser negatiu, en aquest cas √d designa la classe de X a l'anell quocient ℚ[X] / (X²−d) isomorf al més petit subcòs de ℂ que conté i, {\displaystyle {\sqrt {|d|}}}. Aquesta propietat es demostra a l'article Extensió quadràtica.
- La clausura algebraica Oℚ[√d] del cos quadràtic ℚ[√d] és l'anell unitari més petit que conté u on u es defineix per:

{\displaystyle u={\begin{cases}{\frac {1}{2}}\left(1+{\sqrt {d}}\right)&{\text{si }}d\equiv 1{\pmod {4}}\\{\sqrt {d}}&{\text{altrament}}\end{cases}}}
- El conjunt Oℚ[√d] és un subanell de ℂ.

Certs anells de cossos quadràtics no són pas clausures algebraiques. Així ℤ[√−3] no és la clausura algebraica de ℚ[√−3] que és igual a ℤ[j] si j designa l'arrel cúbica de la unitat amb component imaginari estrictament positiu. L'anell ℤ[j] compost d'elements anomenats enters d'Eisenstein és euclidià, en canvi ℤ[√−3] no és ni euclidià ni principal ni tan sols factorial. En efecte, en aquest anell l'enter 4 admet dues descomposicions en factors irreductibles: 4 = 2 ⋅ 2 = (1 + i√3)(1 − i√3).
Aquestes dues últimes afirmacions es demostren a l'article enter quadràtic.

## Estructura
L'interès dels enters algebraics resideix en la seva estructura. És a l'origen de demostracions de nombrosos teoremes com el de les unitats de Dirichlet o de la llei de reciprocitat quadràtica o d'altres lleis de reciprocitat. Permet resoldre equacions com les de Pell-Fermat o nombrosos casos de l'últim teorema de Fermat.

### Anell
En aquest paràgraf A i B designen dos anells commutatius unitaris íntegres i φ un morfisme de A a B.
- Siguin b1 i b₂ dos elements de B que admeten un polinomi mínim amb coeficients a φ(A). Llavors b1 − b₂ i b1b₂ admeten tots dos un polinomi mínim amb coeficients a φ(A).

Aquesta proposició (que es demostra a l'article de polinomi mínim) té el corol·lari següent:
- La clausura algebraica de B sobre A és un anell commutatiu unitari íntegre.

En efecte, la clausura és no buida, ja que conté φ(A), la proposició precedent mostra que aquest tancament és un subanell de B. En tant que subanell de B, la clausura és commutativa i íntegre, és unitària, ja que conté φ(A).

### Propietats noetherianes
L'estructura d'anell és insuficient per demostrar nombrosos teoremes. En conseqüència s'intenta reforçar les propietats de les clausures íntegres. Per això, és necessari enriquir les estructures de A i B. Una configuració important és la de la teoria de Galois. Una clausura integral sobre un cos de nombres es pot veure com una extensió de ℤ si l'extensió es considera sobre ℚ o com una extensió d'una clausura integral d'un cos intermediari.
En aquest paràgraf, es considera un anell commutatiu unitari i íntegre A. Se suposa a més que A és noetherià i es nota K  el seu cos de les fraccions. Sigui L una extensió finita de K que se suposa separable. Si A és de característica nul·la, l'extensió L és sempre separable, en efecte el cos K també és de característica nul·la, per tant és perfecte (és a dir que tota extensió finita de K és separable).
L'objectiu és determinar propietats de la clausura integral de L a A. No cal esperar trobar una estructura d'anell principal ni tampoc factorial, per exemple, la clausura integral de ℚ[√−5] no ho és (vegeu l'article Enter quadràtic). A falta de ser factorial, aquesta estructura és noetheriana.
- La clausura integral de L en A és noetheriana en tant que A-mòdul i en tant que anell.

Una demostració fa servir la forma traça, una aplicació bilineal definida sobre el K-espai vectorial L. Com que l'extensió és separable, la forma traça no és degenerada. Un isomorfisme entre la clausura integral de L i el dual d'un A-mòdul lliure de tipus finit permet obtenir la conclusió. Una demostració fa servir els polinomis de diverses variables.

### Anell de Dedekind
Una clausura algebraica sobre ℤ d'un cos de nombres K té propietats suplementàries. És íntegrament tancat i el seu cos de fraccions és igual a K. A més, els ideals primers són maximals. Un anell noetherià que té aquestes propietats s'anomena un anell de Dedekind.
És clar que ℤ és un anell commutatiu unitari íntegre noetherià íntegrament tancat i que tot ideal primer de ℤ és maximal, ja que ℤ és principal. ℤ és per tant un anell de Dedekind. Aquesta propietat es transporta a través de les extensions finites.
Sigui A un anell de Dedekind del cos de les fraccions K, sigui L una extensió finita, separable de K i sigui B la clausura integral de L sobre A.
- El cos de les fraccions de B és igual a L.

- L'anell B és de Dedekind.